# Palacio de los duques de La Trémoille
El palacio de los duques de La Trémoille (en francés: château des ducs de la Trémoïlle) es un château —castillo residencial de placer— de Francia del siglo XVII en la pequeña ciudad de Thouars (9302 hab. en 2013), departamento de Deux-Sèvres. Estratégicamente erigido sobre un promontorio natural con vistas a un meandro del río Thouet, tiene una edificación principal, un patio interior, un invernadero, una capilla y establos.  
Con una fachada de más de 110 metros de largo, precedida por un patio de honor rodeado de galerías porticadas, el palacio de Thouars es uno de los más importantes erigidos en Francia en la primera mitad del siglo XVII.
El palacio fue inscrito en el título de los monumentos históricos por la lista de 1862.

## Historia

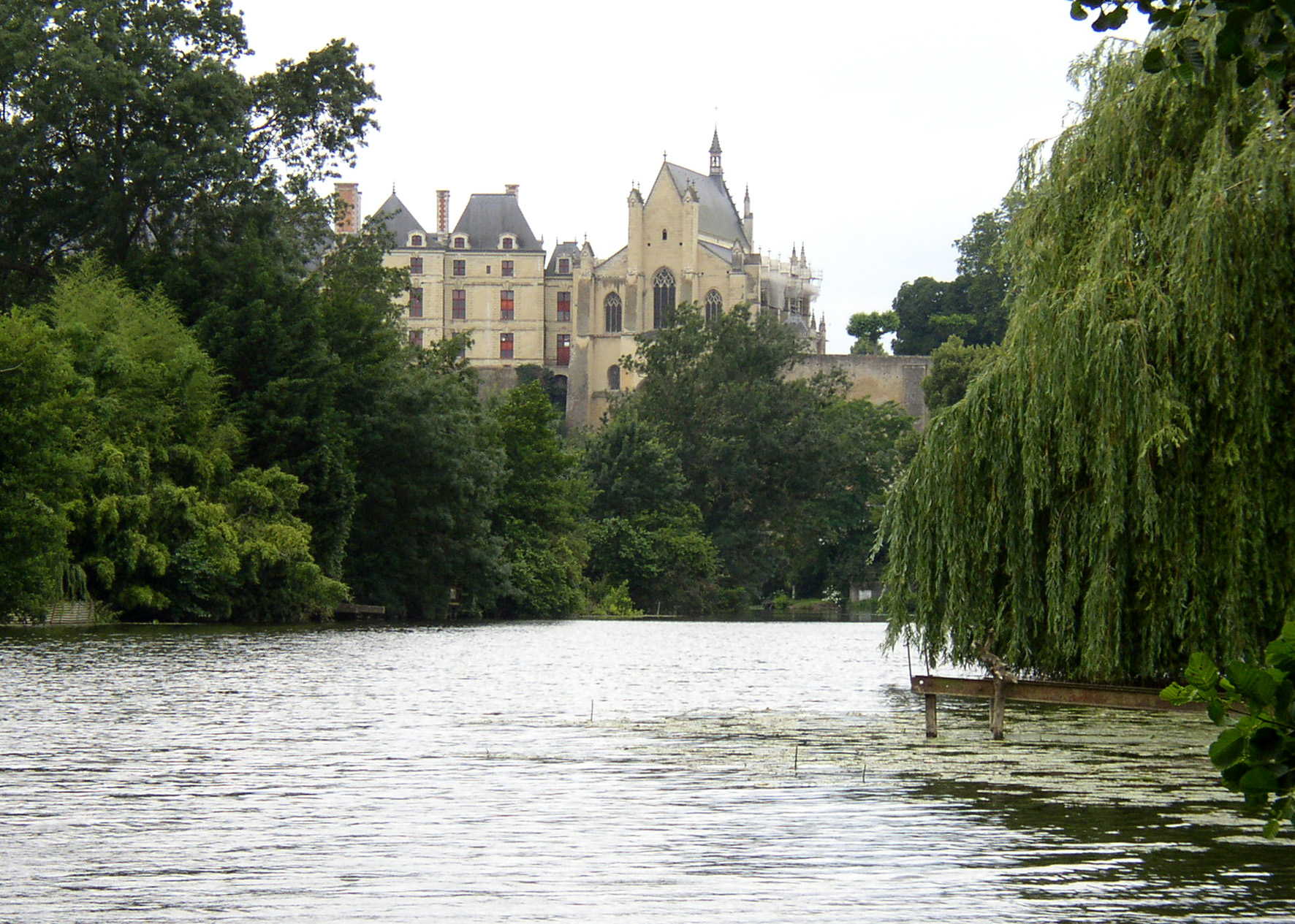
El palacio visto desde el río Thouet

La primera referencia conocida a la ciudad de Thouars está datada en 762, en un documento que describe cómo fue tomada una fortaleza y luego arrasada por Pipino el Breve. Más tarde reconstruida —se menciona regularmente desde el siglo X—, la fortaleza volvió a ser destruida parcialmente en 1158 por Enrique II de Inglaterra, codiciando las tierras del vizconde de Thouars que sería una fortaleza importante durante la guerra de los Cien Años. Un muro circundante incluido en la muralla de la ciudad se añadió a las mazmorras a finales del siglo XII. Lamentablemente, no hay imágenes disponibles de los diferentes castillos de este período.

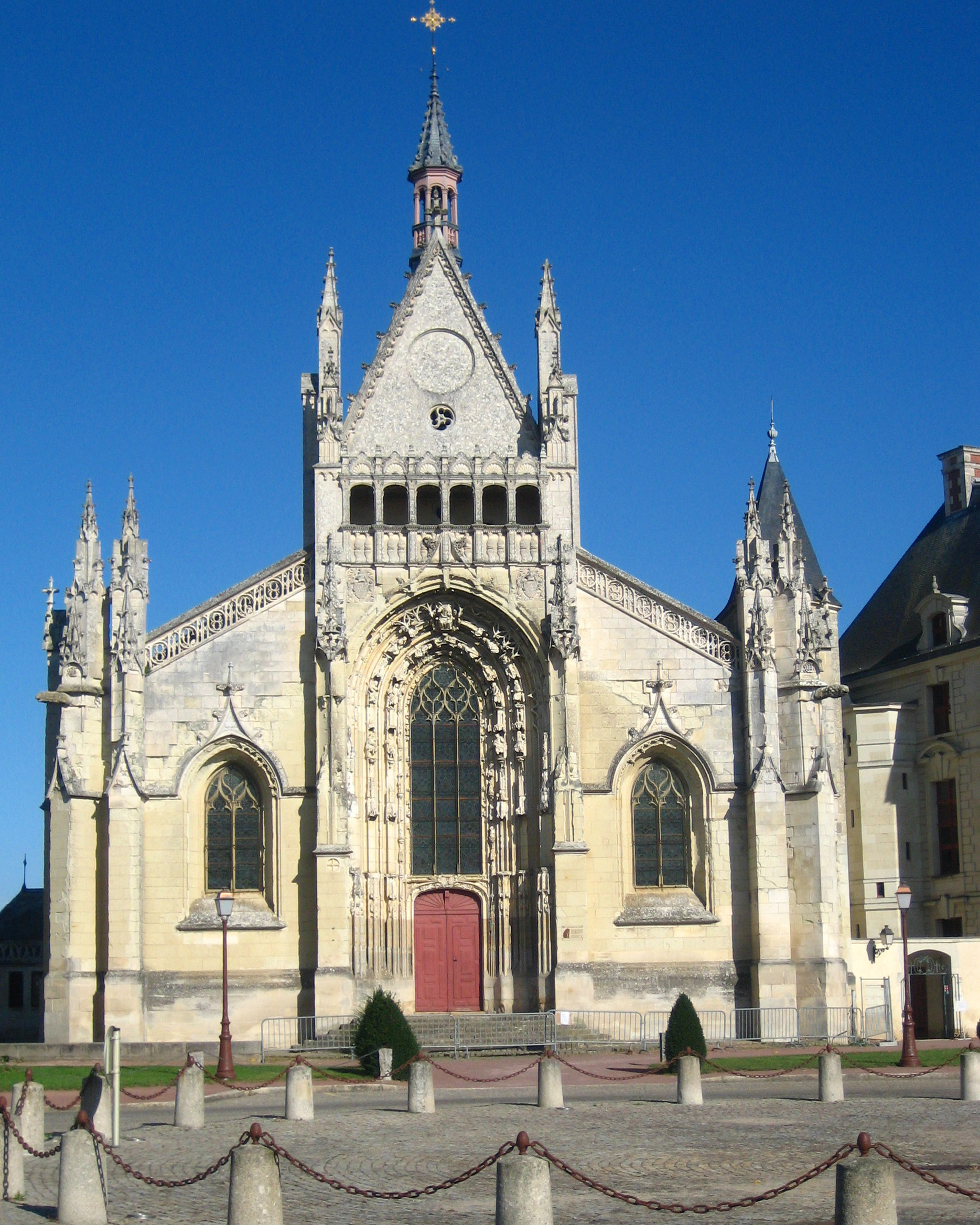
Capilla del palacio (1503-1509)

El castillo fue en particular retomado por Bertrand Du Guesclin en 1372. Después de pertenecer a la casa de Amboise y de ser anexionado al dominio real por Luis XI, el vizcondado fue entregado a la casa de La Trémoille en 1489. Luego Carlos IX los hizo duques y más tarde Enrique IV pares de Francia. Gabrielle de Bourbon, esposa de Luis II de La Trémoille, ordenó la construcción de la capilla entre 1503 y 1509, que todavía existe. La capilla es de estilo gótico flamígero, en su parte inferior, e influenciada por el Renacimiento italiano para la galería superior y fue diseñada por varios arquitectos, entre ellos André Amy y Jean Chahureau. Fue designada como una colegiata en 1515 por el papa León X y albergó una reliquia de la crucifixión de Jesucristo.
En 1619, Enrique de La Trémoille, duque de Thouars, se casó con Marie de La Tour de Auvernia. Marie no soportaba vivir en esa fortaleza por encontrarla fría y poco confortable, e incluso amenazó con dejar Thouars si no se hacía nada para construir una nueva residencia. En 1628 la duquesa y su intendente, el señor de Iray, supervisaron la construcción de un pequeño pabellón adosado al viejo castillo. Luego Marie procedió a ordenar la construcción del pabellón sur para sus apartamentos en el año 1635 y más tarde decidió construir un castillo más nuevo y más lujoso en lugar del antiguo. El proyecto fue confiado a Jacques Lemercier —uno de los arquitectos del rey Luis XIII y famoso por su trabajo en el château de Richelieu, Versailles, el Louvre y la capilla de la Sorbona en París— que le aconsejó que no conservase nada de los edificios antiguos. Se arrasó el viejo castillo medieval y se reutilizaron los materiales para construir un ala que conectase el nuevo pabellón con la colegiata de Notre Dame. Las obras comenzaron en 1638. Fue uno de los palacios más importantes de Francia con una fachada de 110 metros de longitud precedida por el patio principal (Cour d'honneur), rodeado de galerías porticadas de 70 metros de largo. El lado sur contenía los jardines y el invernadero, las dependencias y un establo sin terminar complementaron el sitio. Atraídos por estar en la corte de Luis XIV, los miembros de la casa de La Trémoille más adelante descuidaron el palacio en favor de su residencia parisina.
Los nuevos apartamentos enmarcaban un pabellón central coronado por una cúpula en medio del cual se abre la entrada principal. La fachada, aunque desprovista de adornos, recuerda a la del palacio de las Tullerías. La arquitectura del château de la familia de La Trémoïlle está en un estilo Luis XIII extremadamente sobrio, donde quizás se pueda ver la voluntad de la duquesa María de la Tour de Auvernia, que se mantuvo fiel a un cierto rigor protestante; además, algunos miembros de la familia fueron enterrados dentro de la residencia (tres sepulturas fueron redescubiertas bajo su estancia durante las obras de remodelación en 1873). Los establos fueron construidos en 1707 a partir de un proyecto de Robert de Cotte, alumno de Jules Hardouin-Mansart.
Durante la Revolución francesa, el palacio y la capilla fueron saqueados, destruyéndose más de 40 pinturas y las tumbas de mármol de la capilla. Los árboles del invernadero y el contenido de la biblioteca fueron quemados para proporcionar calor a los soldados. Se convirtió en propiedad nacional y luego en sede de la subprefectura en 1797. Fue ofrecido a Vaubois por Napoleón en 1803 y luego a Masséna en 1809: ambos rehusaron debido a los costos de restauración y mantenimiento.
La ciudad de Thouars compró el sitio al Estado en 1833 para que sirviera de cuartel hasta 1849. Luego fue utilizado como colegio privado —College Saint-Louis— por sacerdotes hasta 1869. La capilla fue comprada de nuevo por la familia de La Tremoille en 1873. El palacio se transformó en una prisión y se usó para este propósito desde 1872 —recluyendo en especial a muchos communards, la Commune de 1871— hasta 1925, con capacidad para 1200 prisioneros durante la Primera Guerra Mundial. La ciudad de Thouars decidió convertirla en una escuela pública en el año 1933 y desde 1979 a hoy es una escuela secundaria llamada Marie de La Tour de Auvernia. Permanece en restauración desde 1987.
Los establos albergaron la escuela municipal de artes plásticas, el Centro Regional «Résistance et Liberté»  y el centro de interpretación geológica del Thouarsais. Se celebran misas en la colegiata (Fraternidad San Pio X). El recinto del patio protegido no se utiliza por el momento.

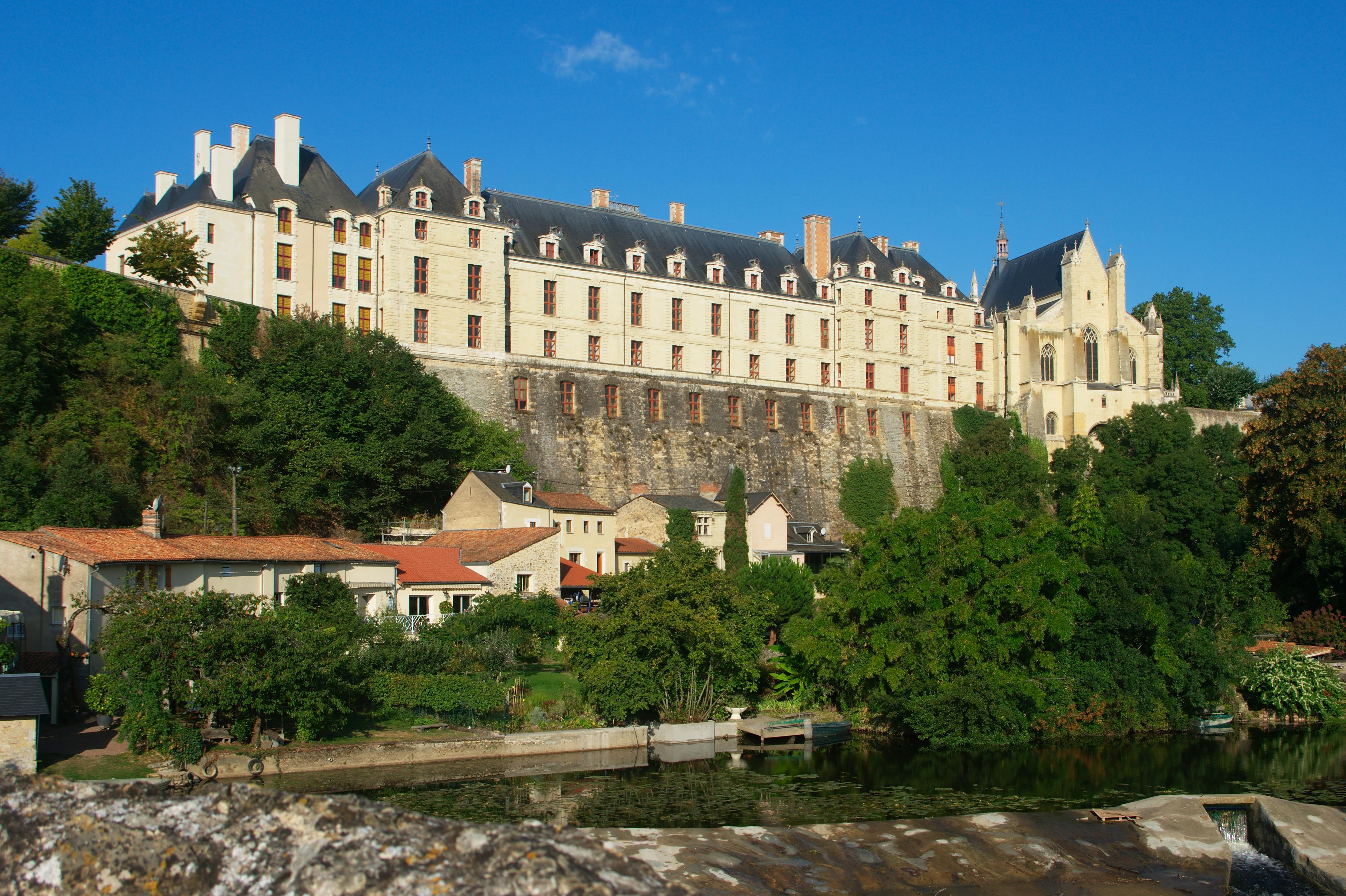
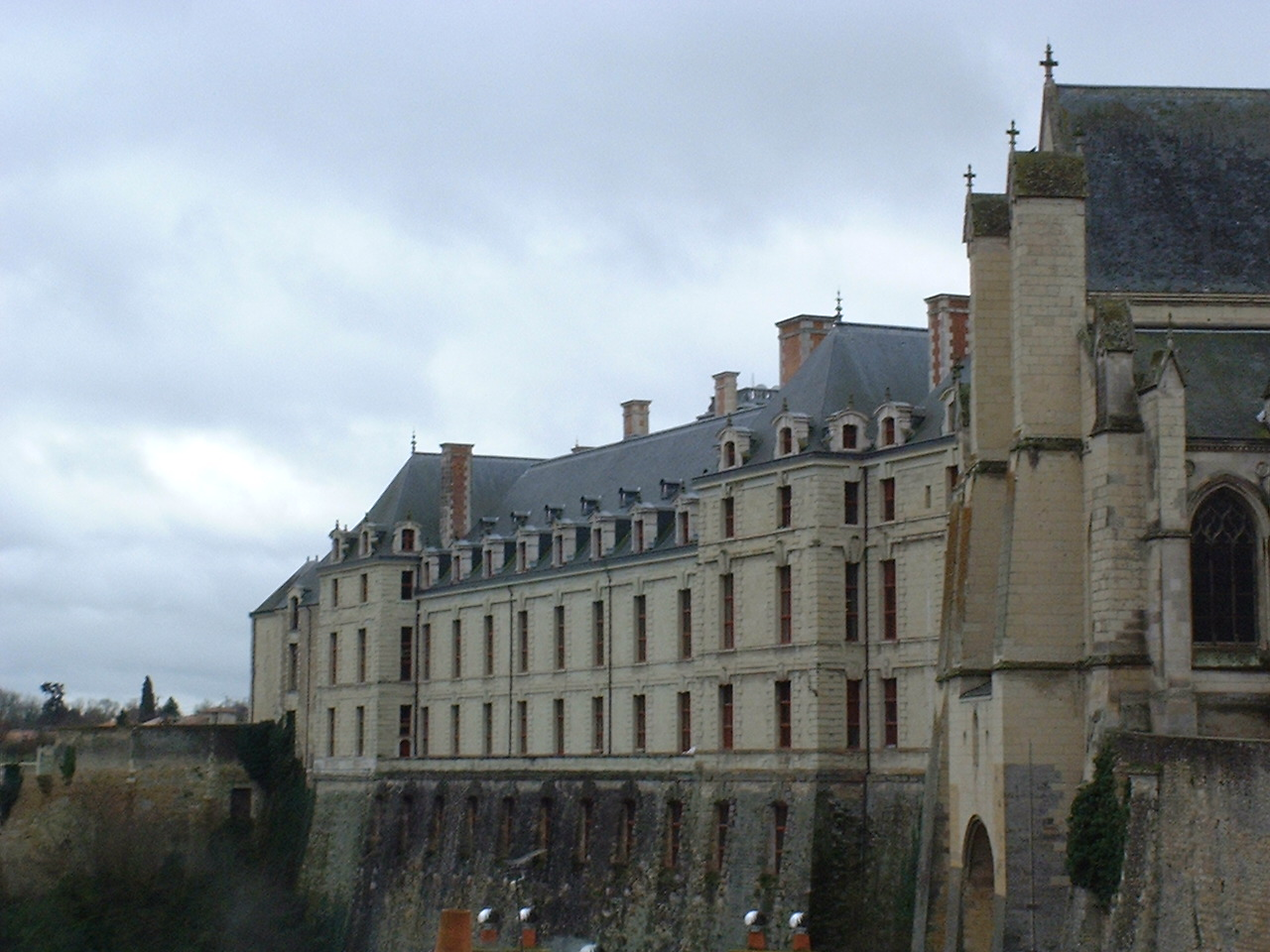
Palacio de los duques de Trémoille
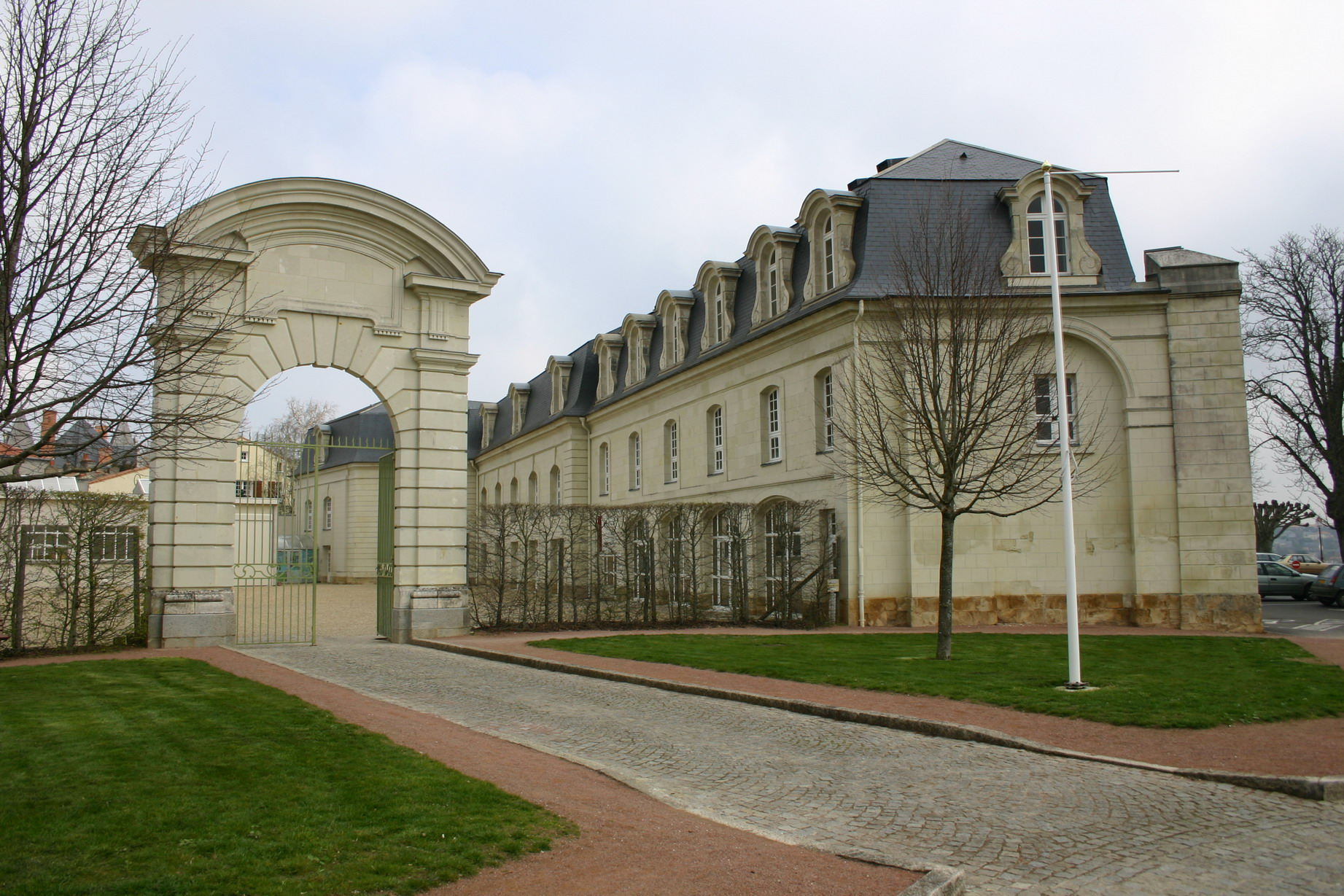
Establos del palacio de Thouars
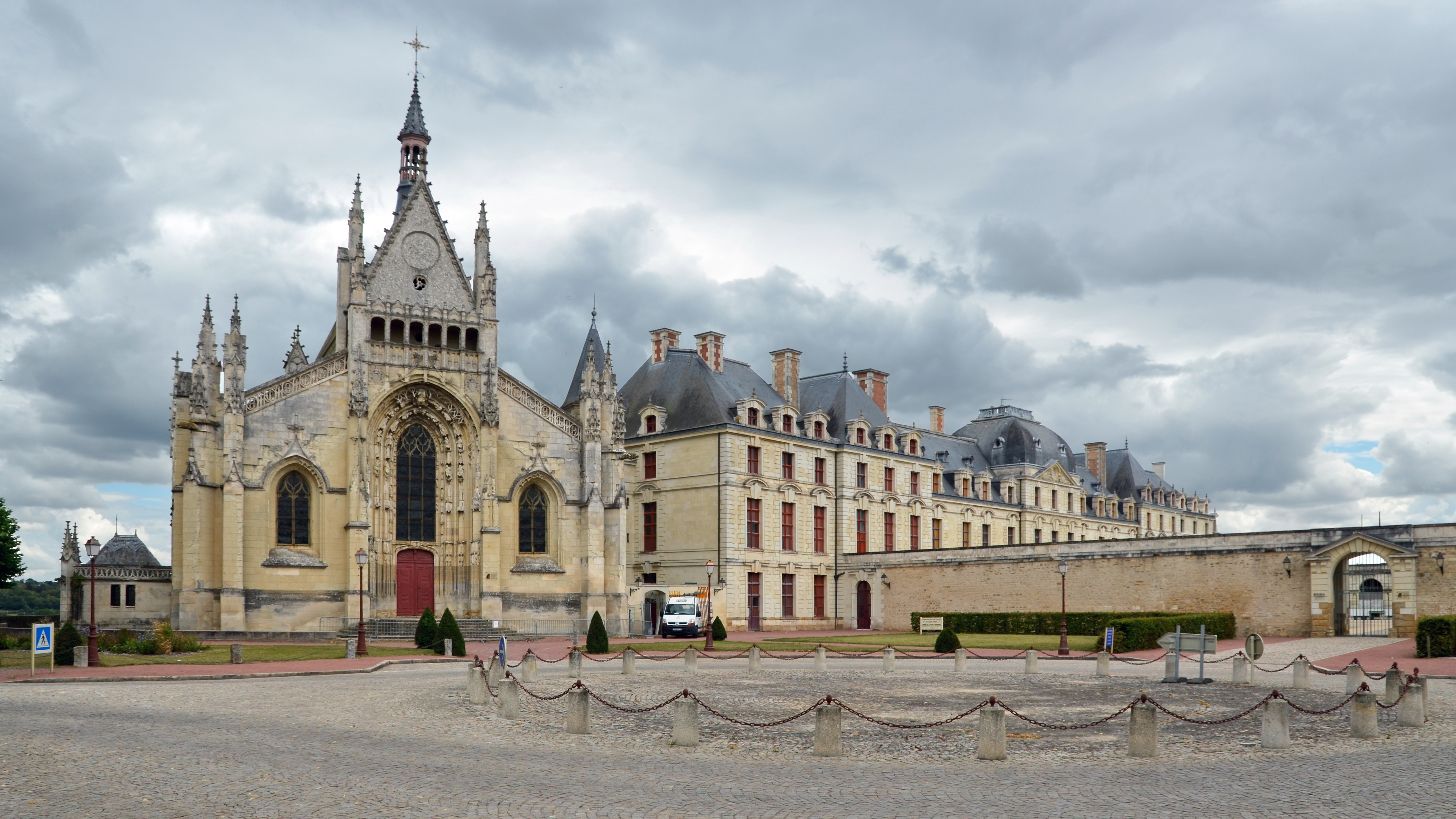

### El invernadero
Los trabajos de construcción en el invernadero (orangery) comenzaron en el año 1657 bajo la dirección de Jacques Cornesse. Los libros de cuentas lo atestiguan desde el año 1658, incluida la entrega de material para la construcción. El invernadero consistía en un edificio rectangular con techo de pizarra y fue completado en 1659. En 1692, el duque Charles Belgique Hollande de La Tremoille empezó a ampliar los jardines que terminó en 1705. Se informa en el inventario de 1790 que el invernadero albergaba 182 árboles jóvenes. La fachada del invernadero tiene 66 m de largo y está rodeada por dos escaleras. Se han formulado algunas hipótesis sobre los vínculos con el invernadero real de Versalles o el invernadero de Meudon diseñado por Louis Le Vau debido a similitudes de estilo, aunque ninguno ha sido confirmado por una fuente escrita.
Cuando el palacio fue utilizado como acuartelamiento después de 1810, el invernadero se convirtió en un gimnasio para que se entrenaran los soldados. Luego se transformó en un taller de producción para los prisioneros en 1873, después de que la ciudad pusiera el palacio a disposición del Ministerio del Interior como una penitenciaría. Se desarrollaron diferentes oficios: un taller de carpintero en 1873, un taller de zapatero y uno de sastre en 1874, uno de zuecos en 1875, una zapatería y un "cracking de nuez" en 1876. Más tarde, en 1886 hubo un taller de tonelería, luego en 1890 un taller de botones y uno de corsés. En 1909 hubo un taller de redes y en 1912 el taller de ciclo de la marca Bim, creado por Thomas y el último taller, creado por Jourdan, que produjo zuecos y chanclos. Sin embargo, cuando la cárcel cerró en 1925, casi todos los talleres cerraron debido a la pérdida de mano de obra barata de los reclusos. Los últimos que funcionaron fueron los de los señores Thomas y Jourdan, que finalmente cerraron en 1930 y 1931, respectivamente, y la ciudad no logró encontrar a nadie que se hiciera cargo.
En 1935, el invernadero sirvió para acomodar a refugiados españoles. Al estallar la Segunda Guerra Mundial, la fábrica de Charles Rusz, que producía para el ejército francés, se trasladó desde Asnières a Thouars, al invernadero, porque estaba demasiado expuesta a los bombardeos. La fábrica fue requisada por Alemania en el verano de 1940 y produjo material de aterrizaje. En ese momento, algunos trabajadores entraron en una organización clandestina, la OS-680, que tenía como objetivo movilizar a la opinión pública, recoger armas, construir artefactos explosivos y sabotear la producción de la fábrica. Después de la liberación, la fábrica volvió a la actividad normal hasta agosto de 1945. Luego fue vendida a Georges Renollaud y el DOP (dispositif oléo pneumatique) para producir equipos de aviación para la Fuerza Aérea Francesa, la Armada francesa y compañías aeronáuticas como Sud-Aviation hasta que se declaró en bancarrota en marzo de 1968. El taller fue deconstruido entre 1970 y 1980 y desde entonces alberga eventos para diferentes asociaciones de Thouars. Es parte del plan de restauración del castillo, que comenzó en 1990.

## Arquitectura

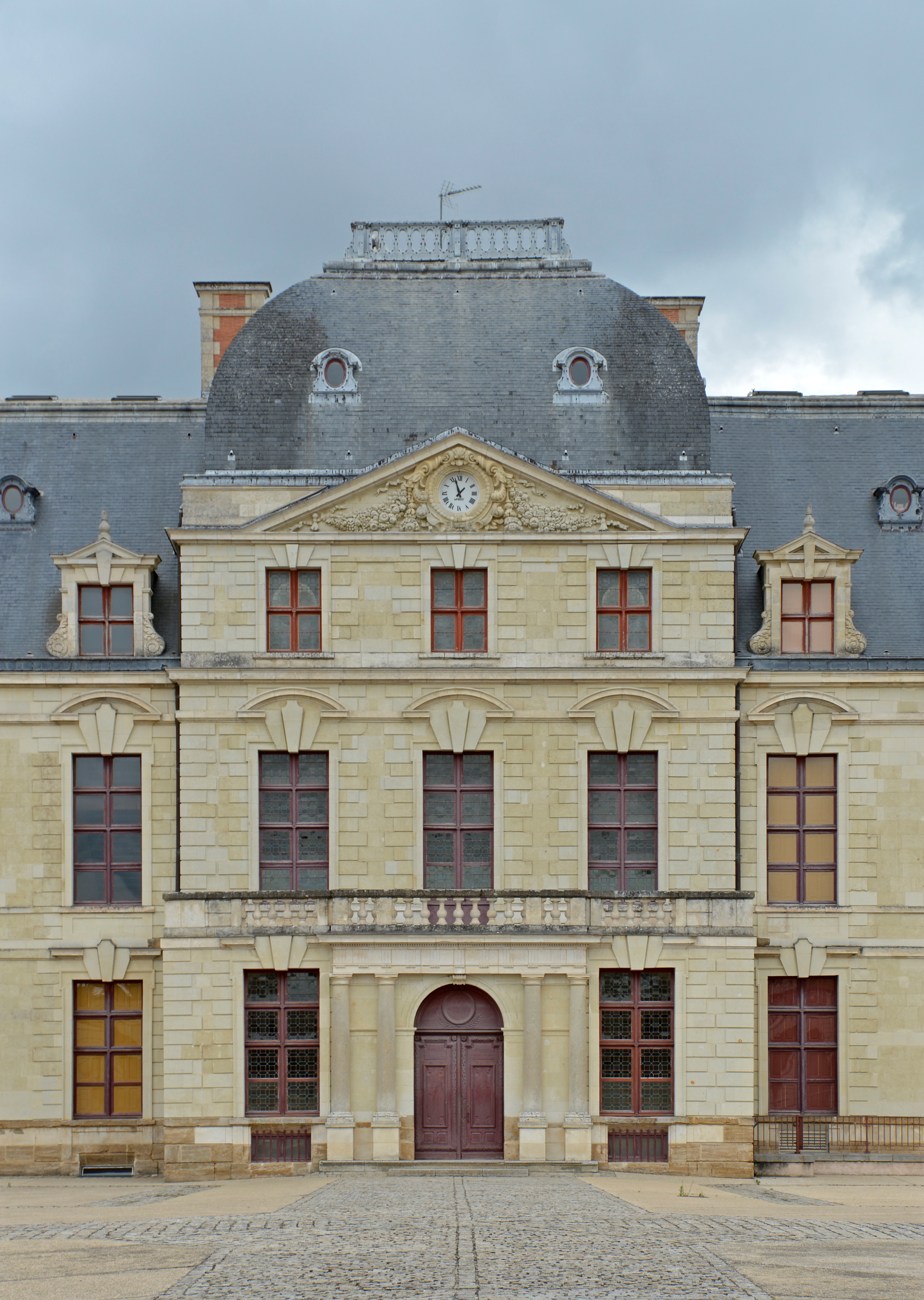
Cuerpo central del corps de logis.

El corps de logis central tiene planta baja, una planta de piso y una planta en ático perforada con buhardillas, y está enmarcado por dos pabellones con una planta más. El primero construido, el pabellón sur que originalmente estaba unido a la fortaleza que luego se arrasó, es trapezoidal. Una cúpula central contiene la escalera con una barandilla de mármol de Laval.
El logis está precedido por un patio de honor rodeado por una galería aporticada, haciendo una terraza accesible desde los apartamentos de la primera planta. Otra galería lo une con la capilla.
Los cimientos están hechos de piedra dura local, «la piedra de Vrines» o grison, los muros en toba y las coberturas de pizarra.

## Parque y jardines
El jardín fue destruido en el siglo XIX y solo se conserva el invernadero que habría servido como modelo para el de Versalles. Una nota de Le Nôtre atestigua que él habría participado en su creación.·